# Доходный дом М. А. Долгополова
Доходный дом М. А. Долгополова — историческое здание в Санкт-Петербурге. Расположено по адресу 8-я линия Васильевского острова, дом 31. Построено архитектором В. И. Ван-дер-Гюхтом в начале XX века.
Включён в единый государственный реестр в качестве объекта культурного наследия регионального значения.

## История и архитектура
Владельцем участка в начале XX века числился купец и потомственный почётный гражданин Максим Александрович Долгополов. Он занимался торговлей строительными материалами, гончарными и цементными плитами для полов и стен, а также облицовочным кирпичом, был хозяином строительной конторы. По заказу Долгополова на 8-й линии в 1910—1911 годах по проекту архитектора Вильгельма Ивановича Ван-дер-Гюхта построили 6-этажный доходный дом в стиле модерн.
Фасад дома акцентирован тремя полукруглыми эркерами. Некоторую парадность внешнему облику здания придают использованные в декоре символы победы: лавровые ветви, картуши и фестоны. Цоколь и оформление порталов парадных выполнены из гранита разных фактур. В некоторых помещениях к началу XXI века сохранилась подлинная отделка интерьеров. 
В 1914 году в доме на пятом этаже поселилась вдова члена правления Азовско-Донского коммерческого банка Дмитрия Ивановича Дармолатова. Одна из дочерей Дармолатовых — Надежда Дмитриевна — стала женой Евгения Мандельштама, брата поэта Осипа Мандельштама. Во время своих визитов в Ленинград Осип останавливался в этом доме. Здесь он написал стихотворение «Ленинград». В 1990 году в память о поэте на доме была открыта мемориальная доска с текстом: «В этом доме в декабре в 1930 году поэт Осип Мандельштам написал «Я вернулся в мой город, знакомый до слез».
После 1917 года в квартире Дармолатовых, ставшей коммунальной, проживала невестка Менделеева, дочь художника-живописца Кирилла Викентьевича Лемоха — Варвара Кирилловна. Также в 1918 году здесь поселилась Елена Баратынская со своим мужем Питиримом Александровичем Сорокиным, одним из основателей современной социологии. В доме они жили до 1922 года. В 2009 году на здании открыли мемориальную доску с текстом: «Здесь с 1918 по 1920 год жил великий мыслитель XX века социолог Питирим Сорокин».
В доме с 1922 по 1929 год жил ботаник и географ, член корреспондент АН СССР Николай Иванович Кузнецов.
В советское время часть помещений занимали различные организации и ведомства. Например, в 1921 году в здании были открыты одни из первых в стране курсы радистов.